# HMS Barham (04)
HMS Barham byla britská bitevní loď třídy Queen Elizabeth z doby první světové války, která bojovala i v prvních letech druhé světové války. Ve druhé světové válce byla, spolu s HMS Royal Oak, jednou ze dvou britských bitevních lodí, které ke dnu poslala torpéda německých ponorek. Pořadové číslo 4 nesla jako již čtvrtá válečná loď pojmenovaná po britském admirálovi a ministru námořnictva lordu Barhamovi.

## Osudy

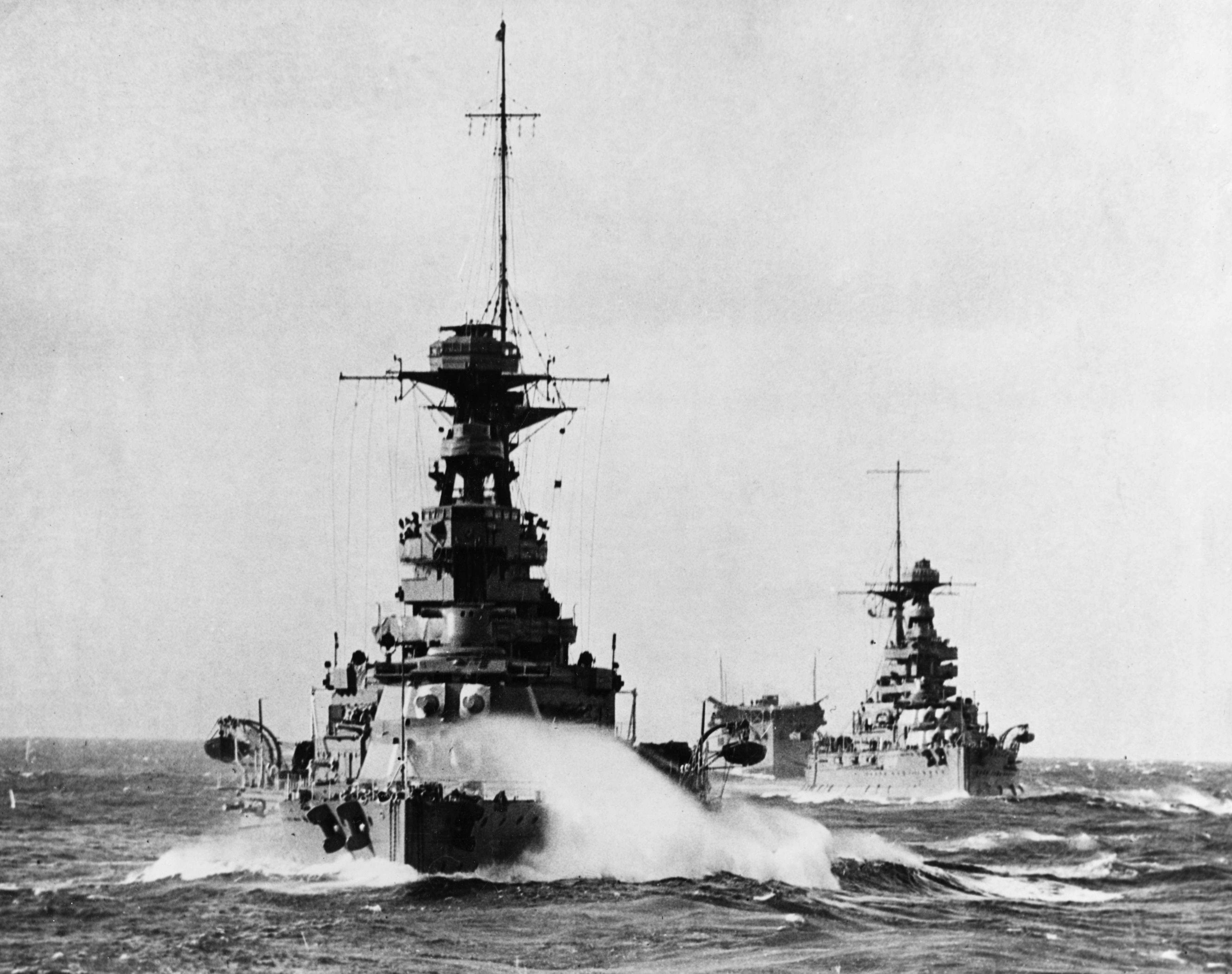
Bitevní lodě Barham, HMS Malaya a letadlová loď HMS Argus

### První světová válka
Loď byla v roce 1916 vlajkovou lodí 5. eskadry bitevních lodí a účastnila se bitvy u Jutska, ve které byla pětkrát zasažena a sama vystřelila 337 nábojů. 

### Meziválečná doba
Po válce byla celá třída Queen Elizabeth výrazně modernizována, Barhamu se však rekonstrukce dotkly nejméně, přestože také výrazně změnil svůj vzhled. Byla změněna palubní nástavba, dva komíny byly spojeny do jednoho, loď dostala zesílenou pancéřovou palubu a protitorpédovou obšívku. Na zadní vnitřní věži byl rovněž instalován katapult. Ve 30. letech byly vypuštěny torpédomety a měnila se i skladba lehké výzbroje, kterou v roce 1938 tvořilo 8× 102 mm, 16× 40 mm a 8× 12,7mm kulomet. V roce 1940 tuto výzbroj posílilo dalších šestnáct 40mm kanónů a osm 12,7mm kulometů.

### Druhá světová válka

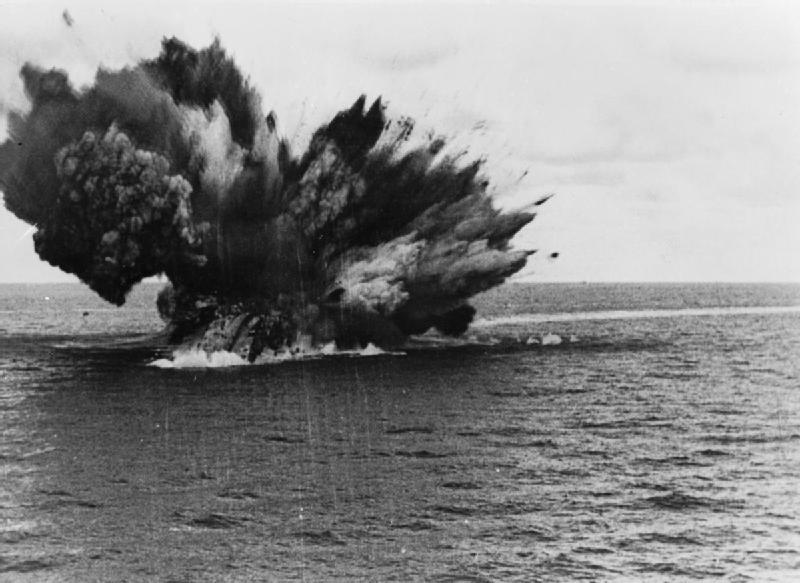
Výbuch muničních skladů lodi

Už 28. prosince 1939 Barham v Severním moři na tři měsíce vyřadilo německé torpédo vypálené z německé ponorky. V září 1940 se Barham podílel na útoku na francouzské lodě v senegalském Dakaru. Zde ho poškodil zásah 380mm granátu z bitevní lodi Richelieu. Barham se poté v Gibraltaru připojil ke Svazu H a především pomáhal chránit spojenecké konvoje na Maltu. Koncem roku 1940 odplul do Alexandrie a připojil se zde k britské středomořské flotile. V březnu 1941 bojoval v bitvě u Matapanu.
Dne 25. listopadu 1941 byl Barham při jedné z akcí zasažen třemi torpédy z německé ponorky U 331, jíž velel Hans-Dietrich von Tiesenhausen. Loď se převrátila a její muniční sklady vybuchly. Při potopení Barhamu zahynuly přibližně dvě třetiny jeho posádky. Potopení Barhamu bylo natočeno z jeho sesterské lodi Valiant.